# Caitlin O'Heaney
Caitlin O'Heaney, nota anche con lo pseudonimo di Kathleen Heaney (Milwaukee, 16 agosto 1953), è un'attrice statunitense, nota  soprattutto per aver interpretato il personaggio di Sarah Stickney White nella serie televisiva della ABC I predatori dell'idolo d'oro.

## Biografia
Nata a Milwaukee si trasferì a Whitefish Bay dove trascorse l'infanzia e l'adolescenza. Un suo bis-bis-bisnonno fu Jacob Best, fondatore dell'azienda produttrice di alcoolici Pabst Brewing Company. All'età di 17 anni ottenne una borsa di studio per la celebre scuola di recitazione Juilliard School a New York. Assumendo il nome d'arte di Kathleen Heaney, entrò a far parte del gruppo di recitazione Group 3 tra il 1970 ed il 1974, periodo nel quale ebbe modo di formarsi sotto la guida del Premio Oscar John Houseman. Recitò in parti considerate classiche, come Masha ne Il gabbiano di Anton Čechov o di Mary Boyle in Juno and the Paycock di Seán O'Casey.

### La carriera teatrale e televisiva
La O'Heaney fece il suo debutto teatrale nel mondo della Off-Broadway nel ruolo di Loretta nel dramma The Hot House al Chelsea Theatre, dove continuò a recitare nel ruolo di Finkel in Yentl di Isaac Bashevis Singer. Si spostò sui palchi di Broadway nel ruolo di Elizabeth nel dramma A Matter of Gravity dell'autrice teatrale Enid Bagnold, con protagonisti l'attrice Katharine Hepburn ed il suo compagno di corso alla Juilliard Christopher Reeve.
Dopo essersi trasferita a Seattle per recitare nella parte di Celia in Come vi piace, di Gwendolyn in I mostri sacri e Eylie in Ladyhouse Blues, ritornò nei teatri newyorkesi per interpretare il doppio ruolo di Belle e Mrs. Cratchit in Canto di Natale. Conclusa la stagione si trasferì a Los Angeles dove poche settimane dopo venne scritturata per la serie televisiva della ABC del 1978 Apple Pie, prodotta da Norman Lear, nella parte di Anna Marie Hollyhock, al fianco di Rue McClanahan, Dabney Coleman, Jack Gilford, Derrel Maury, Mike Binder e Richard Libertini.

## Filmografia

### Cinema
- Savage Weekend, regia di David Paulsen (1979)
- He Knows You're Alone, regia di Armand Mastroianni (1980)
- Wolfen, la belva immortale (Wolfen), regia di Michael Wadleigh (1981)
- Una commedia sexy in una notte di mezza estate (A Midsummer Night's Sex Comedy), regia di Woody Allen (1982)
- Zelig, regia di Woody Allen (1982)
- L'ora della rivincita (Three O'Clock High), regia di Phil Joanou (1987)
- La rosa purpurea del Cairo (The Purple Rose of Cairo), regia di Woody Allen (1987)
- Il club degli imperatori (The Emperor's Club), regia di Michael Hoffman (2001)
- Late Phases, regia di Adrián García Bogliano, (2014)

### Televisione
- The Seeding of Sarah Burns – film TV (1979)
- La signora in giallo (Murder, She Wrote) – serie TV, episodio 4x02 (1987)